# Samuel Pisar
Samuel Pisar (ur. 18 marca 1929 w Białymstoku, zm. 27 lipca 2015 w Nowym Jorku) – polsko-amerykański prawnik, działacz społeczny, obrońca praw człowieka, polityk i pisarz pochodzenia żydowskiego. Attaché w biurze Sekretarza Generalnego ONZ oraz attaché Dyrektora Generalnego UNESCO. Założyciel i przewodniczący francuskiego oddziału Jad Waszem, administrator Fundacji Pamięci Shoah.

## Życiorys
W czasie okupacji niemieckiej mając zaledwie dwanaście lat trafił do getta w Białymstoku. Był więźniem niemieckich obozów koncentracyjnych na Majdanku, w Auschwitz-Birkenau i Dachau. Jako jedyny z rodziny i klasy przeżył Holokaust. Po wojnie został odnaleziony w Niemczech przez swoją rodzinę z Francji. Osiedlił się w Australii, gdzie studiował w Melbourne, a następnie podjął studia w USA i Paryżu.
Był przyjacielem Johna F. Kennedy’ego, a także członkiem jego komisji doradczej do spraw polityki zagranicznej i gospodarczej. Konsultant Izby Reprezentantów oraz wielu komisji senackich. Członek rady Brookings Institution w Waszyngtonie. W 1963 założył znaną na całym świecie międzynarodową kancelarię prawniczą, zajmującą się sprawami z zakresu prawa międzynarodowego i transakcji biznesowych. Z jej usług korzystały największe spółki świata oraz osoby prywatne, m.in. Elizabeth Taylor, Henry Ford i Steve Jobs.
Pisar angażował się także w działania na rzecz uwolnienia dysydentów politycznych, m.in. Mikisa Theodorakisa, Andrieja Sacharowa i Aleksandra Sołżenicyna. Ponadto działał na rzecz rozwoju stosunków gospodarczych i kulturalnych z Europą Wschodnią, Rosją i Chinami. Jego książki były tłumaczone na wiele języków.
W 1973 został zgłoszony do Pokojowej Nagrody Nobla.
Posiadał obywatelstwo polskie i amerykańskie.
Jest autorem książki autobiograficznej „Z krwi i nadziei”.
Był ojczymem Toniego Blinkena, Sekretarza Stanu w administracji Joego Bidena.

## Nagrody i odznaczenia
- Nagroda Elie Wiesela
- Kawaler Legii Honorowej
- Oficer Orderu Sztuki i Literatury
- Krzyż Komandorski Orderu Zasługi Rzeczypospolitej Polskiej
- Oficer Orderu Australii